# Witold Konopka
Witold Konopka, właściwie Witold Goldman (ur. 13 lutego 1911 w Radomiu, zm. 21 czerwca 1995 w Warszawie) – polski działacz komunistyczny i partyjny oraz dziennikarz pochodzenia żydowskiego, poseł do Krajowej Rady Narodowej, w 1945 I sekretarz Komitetu Wojewódzkiego PPR w Lublinie, w latach 1948–1950 I sekretarz KW PZPR w Gdańsku.

## Życiorys
Syn Abrama i Reginy, pochodził z żydowskiej rodziny drobnomieszczańskiej. Zdobył wykształcenie średnie, w 1928 ukończył gimnazjum w Warszawie, a w latach 1934–1935 uczył się w Międzynarodowej Szkole Leninowskiej w Moskwie. Od 1927 należał do Związku Niezależnej Młodzieży Socjalistycznej, a od 1928 do Komunistycznego Związku Młodzieży Polski. W ramach KZMP był członkiem Komitetów Okręgowych w Zagłębiu, Łodzi i Warszawie (w 1934 jako I sekretarz), od 1935 do 1935 sekretarz Centralnej Redakcji KZMP i Komunistycznej Partii Polski. Od 1933 do 1934 był II sekretarzem Komunistycznego Związku Młodzieży Zachodniej Ukrainy (KZMZU). W 1929 wstąpił do KPP.
Po 1939 przebywał na terenie ZSRR. W 1943 należał do twórców 1 Dywizji Piechoty im. Tadeusza Kościuszki, od 1943 do 1944 walczył w Wojsku Polskim (ludowym). Był majorem i zastępcą dowódcy ds. politycznych w 1 Warszawskiej Brygadzie Pancernej (Pułku Pancernym) im. Bohaterów Westerplatte oraz członkiem Zarządu Polityczno-Wychowawczego 1 Armii Wojska Polskiego.
Rozpoczął działalność w Polskiej Partii Robotniczej i od 1948 w Polskiej Zjednoczonej Partii Robotniczej. W 1944 był pełnomocnikiem Polskiego Komitetu Wyzwolenia Narodowego ds. reformy rolnej w województwie rzeszowskim. Od listopada 1944 do grudnia 1945 dokooptowany do Krajowej Rady Narodowej z rekomendacji Wojewódzkiej Rady Narodowej w Rzeszowie. Od 6 stycznia do 30 czerwca 1945 pozostawał I sekretarzem Komitetu Wojewódzkiego PPR w Lublinie (stanowisko utracił po prośbie o pomoc Armii Czerwonej w zwalczaniu podziemia); potem do 1946 pozostawał Generalnym Inspektorem ds. Repatriacji Polaków z Zachodu. Od 15 grudnia 1948 (formalnie 28 grudnia) do 27 czerwca 1950 pełnił funkcję I sekretarza Komitetu Wojewódzkiego PZPR w Gdańsku (jego kandydaturę narzuciła centrala partyjna). Za jego kadencji w Gdańsku uruchomiono nadawanie na falach średnich audycji Gdańskiej Rozgłośni Polskiego Radia i rozpoczęto systematyczne odgruzowywanie zniszczonego miasta. W kolejnych latach redaktor pism „Nowe Drogi” i „Chłopska Droga”. Był także współzałożycielem Spółdzielni Wydawniczej „Czytelnik” (w 1944), a po odejściu z aparatu do emerytury kierował spółdzielnią „Książka i Wiedza”.
Został odznaczony m.in. Złotym Krzyżem Zasługi (1948), Krzyżem Oficerskim Orderu Odrodzenia Polski (1954) oraz Medalem 10-lecia Polski Ludowej (1955). W grudniu 1983 wyróżniony Pamiątkowym Medalem z okazji 40 rocznicy powstania Krajowej Rady Narodowej